# Атлетика на Летњим олимпијским играма 1904 — 60 метара за мушкарце
Трчање на 60 метара за мушкарце је најкраћа атлетска дисциплина која је други и последњи пут била у програму Олимпијских игара 1904. у Сент Луису. Такмичење је одржано 29. августа 1904. на стадиону Франсис филд. Учествовало је 12 спортиста из 3 земље учеснице. Полуфинале и финале су одржани истог дана.

## Земље учеснице
- Канада (1)
- Мађарска (1)
- САД (10)

## Рекорди пре почетка такмичења
| Најбољи резултат на свету | ?    | ?               | ?   | ?                | ?             |
| Олимпијски рекорд         | 7,00 | Алвин Кренцлајн | САД | Париз, Француска | 15. јул 1900. |

## Освајачи медаља
|              |                      |                |
| Арчи Хан САД | Вилијам Хогенсон САД | Феј Молтон САД |

## Нови рекорди после завршетка такмичења
| Олимпијски рекорд | 7,00 | Арчи Хан         | САД | Сент Луис, САД | 29. април 1904. |
| Олимпијски рекорд | 7,00 | Клајд Блер       | САД | Сент Луис, САД | 29. април 1904. |
| Олимпијски рекорд | 7,00 | Вилијам Хогенсон | САД | Сент Луис, САД | 29. април 1904. |

## Такмичење

### Полуфинале
У полуфиналу такмичари су били подељени у четири групе. Првопласирани су се пласирали у финале. Другопласирани су се такмичили у репасажу за још два места у финалу.

#### Група 1
| Место | Атлетичар           | Резултат  |
| ----- | ------------------- | --------- |
| 1     | Клајд Блер САД      | 7,0 =ОР   |
| 2     | Мајер Принстајн САД | непознато |
| 3     | Вилијам Хантер САД  | непознато |
| 4     | Џорџ Поуџ САД       | непознато |

#### Група 2
| Место | Атлетичар            | Резултат  |
| ----- | -------------------- | --------- |
| 1     | Вилијам Хогенсон САД | 7,0 =ОР   |
| 2     | Френк Каслман САД    | непознато |

#### Група 3
| Место | Атлетичар           | Резултат  |
| ----- | ------------------- | --------- |
| 1     | Арчи Хан САД        | 7,2       |
| 2     | Боби Кер Канада     | непознато |
| 3     | Лосон Робертсон САД | непознато |
| 4     | Бела Мезе Мађарска  | непознато |

#### Група 4
| Место | Атлетичар             | Резултат  |
| ----- | --------------------- | --------- |
| 1     | Феј Молтон САД        | непознато |
| 2     | Натанијел Картмел САД | непознато |

### Репасаж
| Место | Атлетичар             | Резултат  |
| ----- | --------------------- | --------- |
| 1     | Френк Каслман САД     | 7,2       |
| 2     | Мајер Принстајн САД   | 7,2       |
| 3-4   | Натанијел Картмел САД | непознато |
| 3-4   | Боби Кер Канада       | непознато |

### Финале
| Место | Атлетичар            | Резултат  |
| ----- | -------------------- | --------- |
|       | Арчи Хан САД         | 7,0 =ОР   |
|       | Вилијам Хогенсон САД | 7,2       |
|       | Феј Молтон САД       | 7,2       |
| 4.    | Клајд Блер САД       | 7,2       |
| 5.    | Мајер Принстајн САД  | непознато |
| 6.    | Френк Каслман САД    | непознато |